# Carlos Bloomer Reeve
Carlos Felipe Bloomer Reeve (Buenos Aires, 9 de diciembre de 1930-Buenos Aires, 7 de abril de 2022) fue un oficial superior de la Fuerza Aérea Argentina que alcanzó el grado de brigadier y se desempeñó en la Gobernación Militar de las Malvinas durante la guerra del Atlántico Sur en 1982.
Fue oficial de Estado Mayor y licenciado en Sociología (UACS). Fue representante argentino en la Comisión Consultiva Especial entre el Gobierno Argentino y las Islas Malvinas, residente en estas últimas desde febrero de 1974 a febrero de 1976.
Formó parte de los contingentes al ex Congo Belga (ONUC) 1961-1962 y Expedicionario al Polo Sur (1965)

## Biografía
Nació el 9 de diciembre de 1930 en Buenos Aires.
Descendiente de escoceses e hijo de un militar, entre los 5 y los 11 años vivió en Nueva York (EE. UU.) ya que a su padre lo habían trasladado por tareas en áreas contables de la Fuerza Aérea.
Cursó los estudios primarios en el Blessed Sacrament Convent School de la ciudad de Nueva York  y el último año en el Colegio Ward de Ramos Mejía (provincia de Buenos Aires) y los secundarios en el Colegio de La Salle en la ciudad de Buenos Aires.
Falleció el 7 de abril de 2022 a la edad 91 años en el Hospital Italiano de la Ciudad Autónoma de Buenos Aires, por deficiencia cardiaca, luego de una neumonía.
Estaba casado con María Amelia Lynch Pueyrredón, quien ya había fallecido y con quien tuvo tres hijos.

## Antecedentes militares
Ingresó a la Escuela de Aviación Militar el 3 de marzo de 1950 y egresó como alférez aviador militar el 10 de diciembre de 1953 (Promoción 19). Su primer destino lo cumplió en la II Brigada Aérea situada en Paraná. Luego pasó a prestar servicios en la I Brigada Aérea de El Palomar.
Siendo primer teniente, pidió la baja de la Fuerza Aérea en 1958 y se reintegró en 1959, luego de haber volado durante un año y medio en una línea aérea de cabotaje y en una internacional.
Como comandante de Douglas C-47 formó parte del cuarto contingente de pilotos de la Fuerza Aérea al Congo Belga (ONUC), desde julio de 1962 enero de 1963.

Integró como piloto la tripulación argentina que anevizó por primera vez en el Polo Sur Geográfico el 3 de noviembre de 1965 y realizó el primer doble vuelo transpolar el 24/25 de noviembre con el trimotor Douglas TA-05 El Montañés.
Lo hicimos en un DC-6, la misión era no solo ir sino también buscar a otro avión del Ejército que se había perdido cerca de la base Matienzo". "La misión fue comandada por el general Leal, que aún vive, y el viaje y los 15 días en los que estuvimos fue una aventura increíble, que incluyó choques contra un bloque de hielo, motores congelados y otras dificultades varias, pero finalmente se pudo ubicar y rescatar a los tripulantes del avión, y tras ello, pudimos llegar al Polo y luego hacer el transpolar, tras varias horas y varios intentos fallidos de despegue. Sin dudas fue la experiencia más increíble y fuerte de mi vida.
En 1967 fue comandante del TA-06 (TA-05, TA-06, TA-07) en la operación "Tierra de San Martín" que trasladaba al comandante en jefe de la Fuerza Aérea y para efectuar reconocimientos buscando un sitio para poder operar sobre ruedas a aviones de transporte.
En 1967 egresó de la Universidad Argentina de Ciencias Sociales como licenciado en Sociología.
En 1969 fue designado jefe de Grupo Aéreo en la Campaña Antártica de Verano, embarcado en el rompehielos ARA General San Martín (Q-4).
Luego de completar el curso de Estado Mayor se desempeñó como Jefe del Departamento Comercial de Líneas Aéreas del Estado (LADE) entre los años 1969 y 1971.
En 1972 fue designado en comisión en las Islas Malvinas para ubicar la construcción de la futura pista de aterrizaje a construir por la Fuerza Aérea.
En marzo de 1974 hasta marzo de 1976, fue designado miembro de la "Junta consultiva Especial Residente" en Malvinas, dependiente del ministerio de Relaciones Exteriores y Culto y de la Fuerza Aérea.
En 1976 fue destinado al Estado Mayor General de la Fuerza Aérea.
En 1977 cursó Introducción a la Geopolítica (GEO PAR II) en el Instituto Argentino de Estudio Estratégicos y Relaciones Internacionales.
Al término de su misión fue destinado al Departamento Políticas del Estado Mayor General de la Fuerza Aérea, siendo designado Jefe de Gabinete del Ministro de Relaciones Exteriores y Culto en enero de 1979 hasta el 29 de marzo de 1981. Se desempeñó a partir de esa fecha como jefe del Departamento Organización y Doctrina de la J-III Operaciones hasta fines de 1981, en que se trasladó a la República Federal de Alemania para cubrir el cargo de Agregado Aeronáutico ante la Embajada Argentina en Bonn, cargo para el que fue designado en septiembre de 1980.
En marzo de 1982 debió regresar al país para desempeñarse como secretario general del Gobierno Militar de las Islas Malvinas durante la guerra del Atlántico Sur. Regresó a Alemania (RFA) a fines de julio posterior a 35 días como prisionero de Guerra en Ajax Bay y el trasbordador ST. Andrews.
En 1984 fue designado jefe de Estado Mayor del Comando de Instrucción.
Asumió como director de la Escuela de Aviación Militar el 17 de diciembre de I9S4 y ejerció hasta el 12 de diciembre de 1985 en que solicitó su pase a retiro con el grado de Brigadier, luego de 33 años de servicios militares.
Como aviador militar voló los siguientes aviones: DL-22, Percival Prentice, NA 16 IP, Fiar G-46, Beechcraft AT-11, Curtiss C-46, DH-104 Dove, Bristol Freighter 170, Agro Lincoln, Douglas DC-3/C-47, Douglas DC-4, Douglas DC-6, DHC-2, DHC- 3 y DHC- 6, Mentor B-45, Aerocommander 500U, Cessna 182 y Fokker F-27.

## Actividades luego de su retiro
En situación de retiro se desempeñó como director de la Biblioteca Nacional de Aeronáutica desde febrero de 2001 hasta noviembre de 2004. Posteriormente fue elegido director de la Sociedad Militar de Seguro de Vida.